# Verpressung
Als Verpressung oder Versenkung wird die Entsorgung von Abgasen und Abwässern in Untergrundgesteinen bezeichnet. Der technische Vorgang des Einbringens in die Zielformation wird auch Injektion genannt.

## Zweck
Zweck der Verpressung ist es, große Mengen problematischer Substanzen möglichst kostengünstig dauerhaft aus der Atmosphäre und Biosphäre zu entfernen. Dazu gehören giftige Abwässer, die z. B. im Bergbau, in der chemischen Industrie oder bei der Förderung von Erdöl und Erdgas anfallen. Insbesondere auch das als Treibhausgas geltende Kohlendioxid (CO2), das in großen Mengen bei der Verbrennung fossiler Energieträger entsteht, soll auf diese Weise entsorgt werden (siehe → CO2-Abscheidung und -Speicherung).

## Prinzip
Zunächst wird eine Bohrung in den Zielhorizont abgeteuft. Als Zielformationen dienen in der Regel durchlässige (poröse und/oder permeable) Gesteine, wie Sandstein oder Riffkalkstein, in denen sich die verpressten Fluide gut verteilen können. Auch stark geklüftetes Kristallin kommt in Frage. Kohlendioxid soll auch in nicht rentabel abbaubaren Kohleflözen verpresst werden, da es an der Kohle adsorbiert wird. Die Injektion der Fluide erfolgt unter hohem Druck (bis mehrere Megapascal), denn der Zielhorizont liegt üblicherweise in mehreren Hundert bis einigen Tausend Metern Teufe. Der Injektionsdruck muss höher sein als der Porendruck in der Zielformation, für den mindestens der hydrostatische Druck in der entsprechende Teufe angenommen werden muss (Gradient ≈ 10 kPa/m).

## Praxis und Probleme
Während die routinemäßige Verpressung von Kohlendioxid weltweit noch die Ausnahme ist (eines der Vorzeigeprojekte ist die seit 1996 laufende Verpressung von CO2 im Untergrund der Nordsee, das vor Ort von dem Rohgas aus dem Sleipner-Offshore-Gasfeld abgeschieden wird), werden Abwässer bereits seit mehreren Jahrzehnten im tiefen Untergrund entsorgt. Hierbei sind Volumina von einigen Tausend bis weit mehr als Zehntausend Kubikmetern pro Monat und Bohrloch üblich. Allerdings hat es sich gezeigt, dass durch die Verpressung großer Volumina bei bestimmten geologischen Gegebenheiten Erdbeben ausgelöst („getriggert“) werden können. Dazu muss eine Verwerfung, die passend im regionalen tektonischen Spannungsfeld orientiert ist, in der Nähe der Injektionsstelle liegen, sodass sich der erhöhte Porendruck bis zu dieser Verwerfung fortpflanzen und dort einen „fault slip“ (Bewegung der beiden Flügel der Verwerfung gegeneinander) infolge der Herabsetzung der Haftreibungskraft an den Verwerfungsflächen, und damit ein Erdbeben auslösen kann. Das lange Zeit stärkste Beben, dessen allgemein akzeptierte Ursache die Abwasserverpressung war, ereignete sich am 9. August 1967 in der Nähe von Denver. Das Abwasser entstammte dem Herstellungsprozess chemischer Waffen. Die Magnitude betrug seinerzeit 4,8. Im Zuge des Fracking-Booms in den USA wurde dieser Wert bereits mehrfach überschritten, so am 23. August 2011 bei Trinidad im Raton Basin (Colorado) mit Magnitude 5,3 sowie dreimal zwischen dem 5. und 8. November 2011 bei Prague (Oklahoma). Das stärkste dieser drei Beben (6. November) ist mit Magnitude 5,7 das bislang stärkste mit der Abwasserverpressung in Verbindung gebrachte Ereignis überhaupt. Durch dieses Beben wurden mehrere Einfamilienhäuser komplett zerstört. Die Förderung fossiler Kohlenwasserstoffe aus unkonventionellen Lagerstätten mittels Fracking erzeugt deutlich mehr belastete Abwässer als die konventionelle Förderung.
Beim Kalisalzbergbau im Werra-Kalirevier fallen pro Jahr etwa 13 Millionen Kubikmeter Kalilauge an, von denen etwa 5 Millionen Kubikmeter im Plattendolomit (Leine-Folge, Zechstein) verpresst werden, der zwischen 150 und 500 Metern Teufe lagert. Jedoch bleibt entweder die Lauge nicht im Zielhorizont, oder sie verdrängt salinares Tiefengrundwasser in oberflächennahe, zur Trinkwassergewinnung genutzte Grundwasserleiter, weshalb bereits zahlreiche Trinkwasserentnahmestellen geschlossen werden mussten. Anwohner und Umweltverbände fordern daher einen Stopp der Laugenverpressung.